# Сребрник
Сребрник (словен. Srebrnik) — поселення в общині Бистриця-об-Сотлі, Савинський регіон, Словенія. 
Висота над рівнем моря: 243,7 м.